# Sunny Skies (film)
Pour plus de détails, voir Fiche technique et Distribution.
Sunny Skies est un film américain réalisé par Norman Taurog, sorti en 1930.

## Synopsis
Jim Grant, un athlète, s'intéresse à la modeste Mary Norris, qui est courtisée par Dave, son amour de jeunesse. Le compagnon de chambrée de Jim est Benny Krantz, le fils timide et maladroit d'un traiteur. Jim promet au père de Benny qu'il s'occupera de son fils, tandis que Doris, une amie de Mary, s'intéresse à Benny. Mary s'éprend de Jim, mais il tombe en disgrâce après qu'elle l'a découvert en état d'ébriété avec une fille. Il est aussi disqualifié de l'équipe de football pour avoir échoué dans ses études. Jim essaie de reconquérir Mary en se battant avec Dave. Lorsque Benny est grièvement blessé au cours d'une fête, Jim lui sauve la vie grâce à une transfusion. Rappelé dans l'équipe, il marque le touchdown gagnant.

## Fiche technique
- Titre original : Sunny Skies
- Réalisation : Norman Taurog
- Scénario : Earle Snell
- Photographie : Arthur Reeves
- Son : Buddy Myers
- Montage : Clarence Kolster
- Société de production : Tiffany Productions
- Société de distribution : Tiffany Productions
- Pays d'origine :  États-Unis
- Langue originale : anglais
- Format : Noir et blanc  — 35 mm — 1,37:1 — son mono
- Genre : Comédie musicale
- Durée : 75 minutes
- Dates de sortie : États-Unis : 16 mai 1930
- Licence : Domaine public

## Distribution
- Benny Rubin (en) : Benny Krantz
- Marceline Day : Mary Norris
- Rex Lease : Jim Grant
- Marjorie Kane : Doris
- Harry Lee : Papa Krantz

## Chansons du film
- Wanna Find a Boy : paroles et musique de Will Jason (en) et Val Burton, interprétée par Marjorie Kane
- Must Be Love : paroles et musique de Will Jason (en) et Val Burton, interprétée par Rex Lease
- You for Me : paroles et musique de Will Jason (en) et Val Burton, interprétée par Rex Lease et Benny Rubin
- So Long, Sunny Days : paroles et musique de Will Jason (en) et Val Burton
- The Laugh Song :  paroles et musique de Will Jason (en) et Val Burton et Benny Rubin, interprétée par Benny Rubin